# برينتفورد
برينتفورد (/ˈbrɛntfəd/) هي مدينة في غرب لندن، إنجلترا، بلدة مقاطعة (County town) ميدلسكس التاريخية، وجزء من لندن بورو في هاونزلو، عند ملتقىنهر برنت (River Brent) ونهر التمز، على بعد 8 أميال (13 كم) غرب طريق الجنوب الغربي لتشارينغ كروس. وقد شكلت جزءًا من لندن الكبرى منذ عام 1965.

## أعلام
- سارة تريمر
- ريتشارد شو
- جورج تايلور
- بريت غارارد
- جون ستيفنز
- فرد كوربيت
- نورمان ستون
- آرشي لينغ
- ويليام لويس
- جوك واتسون

## لمزيد من الإطلاع
- "Brentford"، Greater London، London: Cassell & Co.، 1883، OCLC:3009761

## روابط خارجية
- Brentford, Chiswick & Isleworth Times online
- Fairly comprehensive amateur local history website on Brentford
- Brentford High Street project: people and properties 1840 – 1940
- The Brentford Biopsy
- Parish of Brentford - St Faith's and St Paul's
- Chisholm, Hugh, ed. (1911). "Encyclopædia Britannica". Encyclopædia Britannica (بالإنجليزية) (11th ed.). Cambridge University Press.